# Lophotettix unicristatus
Lophotettix unicristatus är en insektsart som beskrevs av Hancock, J.L. 1909. Lophotettix unicristatus ingår i släktet Lophotettix och familjen torngräshoppor. Inga underarter finns listade i Catalogue of Life.